# لغة نمذجة
لغة نمذجة هي أي لغة ذكاء صنعي يمكن استخدامها للتعبير عن معلومات أو معرفة أو نظم من خلال بنية مُعرَّفة بمجموعة منسجمة من القواعد. تُستخدم القواعد من أجل توضيح معنى مكونات هذه البنية.

## نظرة عامة
يمكن أن تكون لغة النمذجة رسومية أو نصيّة.
- تستخدم لغات النمذجة الرسومية تقنيات الرسوم التوضيحية مع رموز مُسمّاة تمثل المفاهيم وخطوط تربط الرموز وتمثل العلاقات بينها والعديد من علامات الرموز الرسومية لتمثل القيود عليها.
- لغات النمذجة النصية كلمات مفتاحية معيارية يصحبها معاملات أو مصطلحات وجمل من اللغة الطبيعية من أجل إنشاء تعابير يمكن للحاسب أن يفسرها.

مثال على لغة النمذجة الرسومية ولغة نمذجة نصية مشابهة لها هي لغة إكسبرس (EXPRESS).
ليست جميع لغات النمذجة قابلة للتنفيذ، وبالنسبة لتلك القابلة للتنفيذ منها فإن استخدامها لا يعني بالضرورة أنه يمكن الاستغناء عن المبرمجين. على النقيض من ذلك، فإن الغرض من لغات البرمجة هو زيادة إنتاجية المبرمجين البارعين، كي يتمكنوا من عَنونة المزيد من تحديات المشاكل مثل الحوسبة التفرعية والنظم الموزعة.
يظهر عدد كبير من لغات النمذجة في الأدب.

## أنواع لغات النمذجة

### الأنواع الرسومية
الأمثلة على لغات النمذجة الرسومية في مجال علوم الحاسب وهندسة النظم وإدارة المشاريع:
- الأشجار السلوكية هي لغات نمذجة رسومية تُستخدم في هندسة البرمجيات والنظم. تُستخدم عادةً لتمثل بوضوح مئات وحتى آلاف من متطلبات اللغات الطبيعية التي تستخدم عادةً للتعبير عن احتياجات الأطراف المعنية في نظام شامل ومتكامل برمجيًا.
- منهج نمذجة عمليات الأعمال (BPMN، ونماذج XML للغة نمذجة عمليات الأعمال) هي مثال على لغات نمذجة العمليات.
- نظرية سي-كي التي تتضمن لغة نمذجة لعمليات التصميم.
- دراكون (DRAKON) هي لغة نمذجة خوارزمية للأهداف العامة من أجل تحديد نظم البرمجيات المكثفة أو التمثيل التخطيطي لخوازمية أو عملية تدريجيّة وعائلة من اللغات البرمجية.
- إكسبرس (EXPRESS) و إكسبرس-جي(EXPRESS-G) «آيزو 11-10303» هي لغة نمذجة بيانات معيارية دولية لأهداف عامة.
- لغة نمذجة العمليات الموسعة (EEML) تستخدم عادة في نمذجة عمليات الأعمال على مستوى عدد من الطبقات.
- مخطط التدفق هو تمثيل تخطيطي لخوازمية أو عملية تدريجية.
- مفاهيم النمذجة الأساسية (FMC) لغة نمذجة للنظم ذات البرمجيات الكثيفة.
- IDEF عائلة من لغات البرمجة تتضمن IDEF0 للنمذجة الوظيفية، وIDEF1X خاصة بنمذجة المعلومات، وIDEF3 من أجل نمذجة عمليات الأعمال، وIDEF4 من أجل التصميم الكائني التوجه، IDEF5 من أجل نمذجة الأنتولوجيات.
- برمجة جاكسون الهيكلية (JSP) طريقة خاصة بالبرمجة الهيكلية تعتمد على التوافقية بين هيكلية تدفق البيانات وهيكلية البرنامج.
- LePUS3 هي لغة تصويرية تصميمية مرئية كائنية التوجه ولغة توصيفية ملائمة بشكل أساسي من أجل نمذجة برامج (jave, C++, c#) الكبيرة كائنية التوجه ونماذج التصميم.
- نمذجة أدوار الكائنات (ORM) في مجال هندسة البرمجيات هي طريقة للنمذجة المفاهيمية ويمكن استخدامها كأداة لتحليل المعلومات والقواعد.
- Petri nets تستخدم المتغيرات على تقنية وطوبولوجية تخطيطية واحدة فقط –تسمى مخطط ثنائي. مكّنت واجهاتها السهلة بالنسبة للمستخدم من دعم أدوات عديدة على مدى السنوات، وبشكل خاص في مجال تفحّص البيانات والمحاكاة الموجهة رسوميًا والتحقق من البرمجيات.
- ترميز Southbeach هي لغة نمذجة مرئية لتوصيف الحالات فيما يتعلق بالعملاء الذي يُعتبرون مفيدين أو ضارين من وجهة نظر الُمنمذج. يُظهر الترميز كيف يتفاعل العملاء مع بعضهم وفيما إذا كان كان هذا التفاعل يُحسِّن الحالة أو يزيد من سوئها.
- لغة توصفية ووصفية (SDL) هي لغة توصيفية تستهدف السلوك الوصفي والتوصيفي الواضح للنظم الموزعة والتفاعلية.
- SysML لغة نمذجة موجهة نحو مجال محدد من أجل هندسة النظم المُعرّفة على هيئة صورة UML (تخصيص).
- لغة النمذجة الموحدة (UML) هي لغة نمذجة لأهداف عامة وتعتبر معيار صناعي لتحديد النظم ذات البرمجيات الكثيفة. UML 2.0 هي النسخة الحالية والتي تدعم ثلاثة عشر تقنية تخطيط مختلفة وتمتلك أدوات دعم واسعة الانتشار.
- إطار نمذجة خدمي التوجّه (SOMF) هو لغة شمولية من أجل تصميم نماذج هيكلية على مستوى التطبيق أو المشروع في مجال هيكلية المشروع والمحاكاة الافتراضية والهيكلية الموجهة خدميًا (SOA) والحوسبة السحابية وغيرها.
- لغة وصف البنية (ADL) هي لغة تُستخدم من أجل وصف وتمثيل بنية النظم الخاصة بنظام ما.
- AADL هي لغة نمذجة تدعم التحليل المبكّر والمتكرر لبنية نظام فيما يتعلق بالخصائص الحساسة بالنسبة للأداء من خلال ترميز قابل للتوسيع وإطار عمل للأدوات ودلالات محددة بدقة.[2]

أمثلة على لغات النمذجة الرسومية في مجالات علمية أخرى:
- EAST-ADL هي لغة نمذجة موجهة نحو مجال محدد ومخصصة لتصميم النظم الآلية.
- لغة نظم الطاقة (ESL)، تهدف إلى نمذجة دراسة الطاقة البيئية والاقتصاد العالمي.
- IEC 61499 يعرّف لغة نمذجة موجهة نحو مجال محدد ومخصصة لتوزيع أنظمة قياس ومراقبة العملية الصناعية.

### الأنواع النصية
يمكن أيضًا التعبير عن نماذج المعلومات بلغات طبيعية رسمية، مثل لغة الهندسة العامة أو تسمى غيليش. تمتلك غيليش صيغ مختلفة للغة الطبيعية مثل اللغة الإنجليزية الرسمية الغليشية والهولندية الرسمية الغليشية..إلخ. لغة الهندسة العامة (الغيليشية) الإنجليزية هي لغة تمثيل معلومات أو لغة نمذجة دلالية معرّفة في قاموس تصنيف الأنواع الإنجليزي، الذي يحتوي صيغة أنطولوجيا علم تصنيف الأنواع )الأمر مشابه في الهولندية). الإنجليزية الغليشية الرسمية ليست فقط مناسبة للتعبير عن المعرفة والمتطلبات والقواميس والتصنيفات والأنطولوجيات بل أيضًا للتعبير عن معلومات الأشياء الفردية. يُعبّر عن جميع تلك المعلومات بلغة واحدة وبذلك يمكن أن تكون متكاملة مع بعضها وذلك بغض النظر عن السؤال فيما إذا كانت مُخزنة في قواعد بيانات مركزية أو موزعة أو متحدة. تتألف نماذج المعلومات في لغة الهندسة العامة الإنجليزية الرسمية من مجموعات من التعابير الإنكليزية الغليشية الرسمية، والتي تستخدم مصطلحات اللغة الطبيعية والجمل الرسمية. على سبيل المثال، نموذج المعلومات الجغرافية يمكن أن يتضمن مجموعة من التعابير الإنجليزية الرسمية الغليشية مثل:
```
- the Eiffel tower <is located in> Paris
- Paris <is classified as a> city
```

بينما يمكن التعبير عن المعرفة ومتطلبات المعلومات على سبيل المثال كما يلي:
```
- tower <shall be located in a> geographical area
- city <is a kind of> geographical area
```

تستخدم تعابير الغيليش الإنجليزية الرسمية مثل هذه أسماء مفاهيم « مثل city» وجملًا تمثل أنواع العلاقات (مثل <is located in> و <<is classified as) التي يجب اختيارها من قاموس تصنيف الأنواع الإنجليزي الغليشي (أو من قاموس المجال الخاص بك). يُمكّن قاموس تصنيف الانواع الإنجليزي الغليشي من إنشاء نماذج معلومات غنية دلاليًا لأن القاموس يتضمن أكثر من 600 معيار نوع للعلاقات وتعريفات لأكثر من 4000 مفهوم. يمكن أن يعبر نموذج المعلومات في الغليشية عن حقائق أو تعليمات أو استعلامات أو أجوبة.